# Chương Kính Vương hậu
Chương Kính Vương hậu (chữ Hán: 章敬王后; Hangul: 장경왕후; 6 tháng 7, 1491 - 2 tháng 3, 1515) là vị vương hậu thứ hai của Triều Tiên Trung Tông, mẹ sinh của Triều Tiên Nhân Tông.

## Tiểu sử
Chương Kính vương hậu xuất thân từ Pha Bình Doãn thị (坡平尹氏) danh giá, con gái thứ tư của Pha Nguyện phủ viện quân Doãn Nhữ Bật (坡原府院君尹汝弼) và Thuận Thiên phủ phu nhân Phác thị (順天府夫人朴氏). Khoảng 8 tuổi bà mất mẹ, được nuôi dưỡng bởi di mẫu là Thăng Bình phủ phu nhân Phác thị (昇平府夫人朴氏).
Năm 1506, năm đầu tiên của Trung Tông, Doãn thị nhập cung phong làm Thục nghi (淑儀), thuộc hàng Nhị phẩm của Nội mệnh phụ. Năm 1507, sau sự kiện Đoan Kính vương hậu Thận thị bị phế, bà được lập làm Vương phi của Trung Tông.
Năm 1511, tháng 5, bà hạ sinh Hiếu Huệ công chúa (孝惠公主), sau đó lại sinh tiếp Nguyên tử Lý Hổ (李峼) mà bạo bệnh rồi mất, hưởng thọ khoảng 25 tuổi. Thụy hiệu là Tuyên Chiêu Ý Thục Chương Kính vương hậu (宣昭懿淑章敬王后), an táng vào Hi lăng (禧陵) ở Cao Dương Thị.

## Hậu duệ
- Vương tử:

1. Triều Tiên Nhân Tông Lý Hổ [李峼]

- Vương nữ:

1. Hiếu Huệ công chúa (孝惠公主, 1511 - 1531), tên Ngọc Hà (玉荷), hạ giá lấy Diên Thành úy Kim Hi (金禧).

## Gia thế
- Cao tổ: Doãn Phan (尹璠; 1384 - 1448), phụ thân của Trinh Hi vương hậu, phong hiệu Pha Bình phủ viện quân (坡平府院君).
  - Tằng tổ: Doãn Sĩ Quân (尹士昀; 1409 - 1461), anh trai của Trinh Hi vương hậu.
  - Ngoại tằng tổ: Phác Khứ Sơ (朴去踈), lấy em gái của Chiêu Hiến vương hậu.
    - Tổ phụ: Doãn Phủ (尹甫).
    - Tổ mẫu: Toàn Châu Lý thị (全州李氏), cháu gái của Hiếu Ninh đại quân Lý Bồ (孝寧大君李補), con gái của Vĩnh Xuyên quân Lý Định (永川君李定), tặng Trinh Kính phu nhân (貞敬夫人).
    - Ngoại tổ phụ: Phán thư Phác Trọng Thiện (判書朴仲善; 1435 - 1481), tự Tử Thục (子淑), ngoại sinh của Chiêu Hiến vương hậu.
    - Ngoại tổ mẫu: Dương Xuyên Hứa thị (陽川許氏).
      - Cha: Doãn Nhữ Bật (尹汝弼; 1466 - 1555), phong Pha Nguyện phủ viện quân (坡原府院君).
      - Mẹ: Thuận Thiên phủ phu nhân Thuận Thiên Phác thị (順天府夫人 順天朴氏), con gái thứ năm của Phác Trọng Thiện.
      - Di mẫu: Thăng Bình phủ đại phu nhân Thuận Thiên Phác thị (昇平府大夫人 順天朴氏; 1455 - 1506), con gái trưởng của Phác Trọng Thiện, vợ của Nguyệt Sơn Đại quân Lý Đình (月山大君李婷), anh trai của Triều Tiên Thành Tông, con trai của Triều Tiên Đức Tông và Chiêu Huệ vương hậu.
      - Di mẫu: Thuận Thiên Phác thị (順天朴氏; 1467 - 1485), con gái út của Phác Trọng Thiện, vợ kế của Tề An Đại quân Lý Huyên (齊安大君李琄), con trai của Triều Tiên Duệ Tông và An Thuận vương hậu.
      - Cữu phụ: Lãnh nghị chính Phác Nguyên Tông (領議政 朴元宗; 1467 - 1510), tự Bá Dận (伯胤), phong Bình Thành phủ viện quân (平城府院君).